# Marvin Sonsona
Marvin Sonsona (General Santos City, 25 luglio 1990) è un pugile filippino.
Soprannominato "Marvelous", attualmente ha un record di 14-0-1, con 12 vittorie prima del limite. È stato campione WBO dei pesi supermosca